# Hippoporidra dictyota
Hippoporidra dictyota is een mosdiertjessoort uit de familie van de Hippoporidridae. De wetenschappelijke naam van de soort is voor het eerst geldig gepubliceerd in 2001 door Ryland.